# Hartmut Keil (Dirigent)
Hartmut Keil (geboren 1978 in Wesel) ist ein deutscher Dirigent.

## Leben
Bereits während seines Dirigierstudiums wurde Keil ans Mainfranken-Theater in Würzburg engagiert. Dort dirigierte er u. a. Rossinis Barbier von Sevilla. 2002 wurde er von der Oper Frankfurt als Solo-Korrepetitor verpflichtet und übernahm dort ab 2004 auch Dirigate. Seither hat er sich als Kapellmeister an diesem Haus ein breites Repertoire erarbeitet, welches alle großen Mozart-Opern umfasst und bis zu Werken der Gegenwart reicht – darunter Humperdincks Hänsel und Gretel, Puccinis Le Villi, La Bohème und Tosca, Offenbachs Les contes d’Hoffmann, Wagners Lohengrin und Ariadne auf Naxos von Hugo von Hofmannsthal und Richard Strauss. Parallel zu seiner Frankfurter Arbeit war Keil ab 2003 als Studienleiter und musikalischer Assistent bei den Bayreuther Festspielen tätig, u. a. beim Parsifal mit Pierre Boulez. Ab 2010 dirigierte er in Bayreuth die Kinderfassungen von Tannhäuser, den Meistersingern von Nürnberg und des Ring des Nibelungen. Am Gran Teatre del Liceu in Barcelona assistierte er Sebastian Weigle bei Tristan und Isolde. Am Teatro Colón in Buenos Aires war er in der Spielzeit 2012/13 Assistant Music Director für eine Neuproduktion des Ring des Nibelungen.
Seit 2013 gastiert Hartmut Keil regelmäßig bei den Bregenzer Festspielen, zuerst zwei Sommer lang als Dirigent der Die Zauberflöte auf der Seebühne. 2015 übernahm er die Musikalische Leitung von Così fan tutte im Theater am Kornmarkt (mit Solisten des Bregenzer Opernstudios) und der Österreichischen Erstaufführung des Goldenen Drachens von Roland Schimmelpfennig und Péter Eötvös. Diese Produktion erfolgte mit dem Ensemble Modern, in Koproduktion mit der Oper Frankfurt. 2016 wird er in Bregenz – wiederum mit Solisten des Bregenzer Opernstudios – Mozarts Don Giovanni dirigieren.
Es besteht eine kontinuierliche Zusammenarbeit mit dem Ensemble Modern, mit dem er die Uraufführung von Arnulf Herrmanns Wasser erarbeitet und u. a. in Amsterdam und bei der Münchner Biennale gastierte. Im Mai 2015 debütierte Keil am Theater Basel, er dirigierte dort Daphne von Richard Strauss und später Chowanschtschina.
Keil dirigierte Konzerte mit dem Brandenburgischen Staatsorchester Frankfurt/Oder, der Staatskapelle Halle (im Berliner Konzerthaus), dem Stuttgarter Ensemble Ascolta sowie als Gastdirigent an den Theatern Kassel, Bonn, Münster und Heidelberg. Inzwischen arbeitet er freiberuflich als Dirigent.